# ماري روثسدوتر
ماري روثسدوتر (14 أكتوبر 1944 م – 8 يناير 2010م) كانت ناشطة نسوية وشاركت في مشروع التاريخ القومي للنساء، وقد أنتجت أدلة المناهج الدراسية وبرامج تدريب المعلمين وأشرطة فيديو عن تاريخ المرأة، ولعبت دورا مؤثرا للحصول على قرارات الكونغرس والتصريحات الرئاسية لتعيين أسبوع تاريخ المرأة ولاحقا شهر تاريخ المرأة.

## نشأتها وتعليمها
ولدت ماري بيغاو في عام 1944م في فيرفيلد (ايوا) وعاشت روثسدوتر في شبابها في العديد من الأماكن كأبيها وقد كان طيارا في قوات مشاة بحرية الولايات المتحدة وقد عين القواعد في ولاية اريزونا وكاليفورنيا وفلوريدا وولاية كارولينا الشمالية وتكساس وفيرجينيا وتايوان. وفي عام 1964م استقرت في لوس أنجلوس وتزوجت من ديف كراوفورد وأخذت اسمه الأخير، وفي عام 1970م حضرت في جامعة كاليفورنيا وحصلت على درجة البكالوريوس في الجغرافيا الحضارية. وفي عام 1978م أصبحت ماري ناشطة نسوية وغيرت اسمها القانوني لروثسدوتر تكريما لأمها روث موير.

## محامية لتاريخ المرأة
أصبحت روثسدوتر ناشطة للنساء في عام 1977م بعد أن انتقلت من لوس أنجلوس إلى مقاطعة سونوما (كاليفورنيا))، وفي عام 1980م انضمت مع مولي ماك غروغر وبيتي مارغان وباولا هاميت وماريا كويفاس لإيجاد مشروع تاريخ المرأة القومي (NWHP)، وعملت كمديرة مشاريع لمدة عشرين عامًا وجمعت روثسدوتر التبرعات للوازم الطلاب والمعلمين وأمناء المكتبات وكتبت في نشرات صحفية التي تروج لتاريخ المرأة من خلال الراديو والتلفاز والمجلات والصحف وجمعت أيضا مجموعة واسعة من الكتب والأدوات المتعلقة بتاريخ المرأة وسيرتها ولجعل مشروع تاريخ المرأة القومي رائدا على الموارد الوطنية في تاريخ المرأة، وقد سافرت بنطاق واسع وقدمت مشاريع ودربت أساتذة وشعرت بالضغط من أجل قضية تاريخ المرأة.و بدأ الاحتفال بأسبوع تاريخ المرأة في مقاطعة سونوما عام 1978، ليتزامن مع اليوم العالمي للمرأة 8 مارس.
اجتاحت الفكرة انحاء البلاد، وفي عام 1981م عين أسبوع تاريخ المرأة القومي من قبل مجلس الشيوخ الأمريكي و24 من المحافظين والمجالس التشريعية للولايات وأصدر الرئيس جيمي كارتر إعلانا، وفي مارس من عام 1982م أصدر الكونغرس الأمريكي قرارا مشتركا يعلن أسبوع تاريخ المرأة وفي عام 1987م أسبوع المرأة العالمي قد توسع إلى شهر بتصريح من الرئيس رونالد ريغان. 
أيضا شغلت روثسدوتر منصب رئيسة لجنة مقاطعة سونوما على وضع المرأة وعملت ثلاث سنوات كمساعدة لدولة عضو مجلس النواب بات ويغينز (في وقت لاحق سيناتور ولاية).وكانت مؤيدة للقضايا التقدمية والسياسين بما في ذلك الكونغرس لين وولسي، ودعمت إنشاء متحف التاريخ القومي للمرأة في ناشونال مول في العاصمة واشنطن. 
بعد أن عاشت في وندسور وسانتا روزا هي وزوجها كانا من مؤسسي منظمة تو اكر وود كوها وسينق في سيباستوبول (كاليفورنيا) اللذان عاشا فيها لسنة 2000م، وتبع ذلك تقاعدها في عام 2004م وتطور الورم النخاعي المتعدد عند روثسدوتر وفي يناير من عام 2010 م توفت فجأة نتيجة لقصور القلب الاحتقاني.